# Puchar Narodów Oceanii 1973
W 1973 roku do rywalizacji w Pucharze Narodów Oceanii przystąpiło pięć ekip – Nowa Zelandia, Tahiti, Nowa Kaledonia, Vanuatu (jeszcze jako Nowe Hebrydy) oraz Fidżi. Turniej finałowy rozegrano w dniach 17–24 lutego w nowozelandzkim Auckland na stadionie Newmarket Park.
Turniej wygrali gospodarze, wyprzedzając Tahiti i Nową Kaledonię.

## Faza grupowa
Tabela:
Za wygraną - 2 pkt, za remis - 1 pkt

Zespoły, które awansowały do finału zostały wyróżnione czcionką pogrubioną, zespoły, które awansowały do "finału pocieszenia" - kursywą, zaś zespół, który odpadł z rywalizacji - czcionką normalną.
Wyniki:

## Mecz o III miejsce
W meczu o trzecie miejsce spotkały się ekipy Nowej Kaledonii i Vanuatu (Nowych Hybrydów).

## Finał
Natomiast w finale spotkały się niepokonane dotąd ekipy Nowej Zelandii i Tahiti.

## Strzelcy
3 gole
- Alan Marley
- Segin Wayewol

2 gole
- Erroll Bennett1
- Malcolm Bland
- Jean Hmae
- David Taylor
- Alan Vest
- Jean Xowie

1 gol
- Geoff Brand
- Claude Carrara
- Gerald Delmas
- Charles Galinie
- Brian Hardman
- Josateki Kurivitu
- Colin Latimour
- Gilles Malinowski
- Roger Mandin
- Roland de Marigny
- Harold Ng Fok
- Alick Saurei
- Alexis Tumahai
- Brian Turner
- Terio Vakatawa
- Jacky Valette
- Raymond Valette
- Pierre Wacapo

1 - według niektórych źródeł Tahiti wygrało z Vanuatu 1:0 po golu Errolla Bennetta

## Składy
Fidżi
Skład: Habib Buksh, John Krishna Chotka, Mohammed Farook, John Foster, Joseph Gock, Kini Kawatevu, George Koi, Josateki Kurivitu, Mun Lal, Vilitate Lee, Gordon Lee Wai, Waisea Naicovu, Nicholas Rounds, Narayam Sami Sada, Samu Vacago, Terio Vakatawa, Nemarii Waka.
Trener: S.M. Singh

Nowa Kaledonia
Skład: Luke Anglio, Simon Bearune, Andre Benebig, Gerald Delmas, Richard Gurrera, Jean Hmae, Simon Kecine, Jacques Koindredi, Roger Mandin, Michael Matzach, Bob Moindu, Bernard Ukeiwe, Pierre Wacapo, Phadom Wacope, Jean Wadriako, Bernard Waka, Segin Wayewol, Jean Xowie.
Trener G. Elmour

Nowa Zelandia
Skład: Brian Armstrong, Ron Armstrong, Malcolm Bland, Geoff Brand, Kevin Curtin, Malcolm Ferguson, Brian Hardman, Gary Lake, Colin Latimour, Alan Marley, John Morris, Tony Sibley, John Staines, David Taylor, Maurice Tillotson, Dennis Tindall, Brian Turner, Alan Vest.
Trener: B. Truman

Tahiti
Skład: William Aumeran, Erroll Bennett, Joseph Burns, Claude Carrara, Georges Chavez, Roland de Marigny, Terii Etaeta, Lewis Lai San, Gerard Kautai, Gilles Malinowski, Tony Mottet, Harold Ng Fok, Georges Piehi, Theodore Riritua, Albert Taaroamea, Mana Temaiana, Charles Temarii, Alexis Tumahai.
Trener: F. Vernaudon

Vanuatu
Skład: Albert Coulon, Bernard Courtet, Molissa Daniel, Jean Delaveuve, Michael Dupuy, Jules Galibert, Charles Galinie, Tensley Jonylulu, Popette Malas, Jimmy Meto, Jacques Nafouri, Alick Saurei, Jacky Valette, Raymond Valette, Pierre Waina.
Trener: P. Reichert